# Royce Pierreson
Royce Pierreson (* 1. April 1989) ist ein britischer Schauspieler.

## Leben
Royce Pierreson wurde in Cornwall geboren. Zu Schulzeiten hatte er eine massive Bühnenangst, die er aber beizeiten überwand. Nach drei Jahren Ausbildung an einem College in Plymouth schloss er seine Schauspielausbildung 2011 am Royal Welsh College of Music & Drama in Cardiff ab.
Eine frühe Nebenrolle hatte er 2013 in dem Film Thor – The Dark Kingdom, später folgten u. a. Spectral (2016) und Judy (2019).
In der im Dezember 2019 auf Netflix veröffentlichten Fantasyserie The Witcher, die auf der Geralt-Saga von Andrzej Sapkowski basiert, übernahm er die Rolle des Istredd. In der deutschsprachigen Fassung wurde er von Fabian Oscar Wien synchronisiert. In der Netflix-Serie Die Bande aus der Baker Street (2021) basierend auf den Werken von Arthur Conan Doyle verkörperte er die Rolle des Dr. Watson, dem Auftraggeber der titelgebenden Bande.

## Filmografie (Auswahl)
- 2013: Thor – The Dark Kingdom
- 2015: Death in Paradise (Fernsehserie, Episode 4x1)
- 2016: Spectral
- 2019: Judy
- seit 2019: The Witcher (Fernsehserie)
- 2021: Die Bande aus der Baker Street (The Irregulars, Fernsehserie)
- 2023: The Lazarus Project (Fernsehserie, 2 Episoden)
- 2025: Sandman (The Sandman, Fernsehserie, Episode 2x03)